# 艾蓮娜·里維拉
艾蓮娜·里維拉·維拉霍斯（西班牙語：Elena Rivera Villajos，1992年8月29日—）是一位西班牙女演員。她因在電視劇集《告訴我怎麼回事》中長期飾演卡琳娜（西班牙語：Karina）而廣受歡迎。

## 早年生活
艾蓮娜·里維拉·維拉霍斯在1992年8月29日出生於西班牙阿拉贡薩拉戈薩省的萨拉戈萨。她在6歲時參加歌唱才藝電視節目《小星星》（西班牙語：Menudas Estrellas），她在節目中模仿芭洛瑪·聖巴西略並成功進入決賽。

## 職業生涯
2005年，里維拉13歲時開始在電視劇集《告訴我怎麼回事》中飾演卡琳娜（西班牙語：Karina）。她隨後亦出現在電視劇集《那些誰》（西班牙語：Los Quién）（2011年）、《天命抉擇》（2012年）和《服務與保護》（2017年）以及電影《找不着北》（2015年）中。在《告訴我怎麼回事》出演了十多年後，她於2018年離開了該劇集的製作。她隨後取得兒童教育學位，並在時代劇集《我最心愛的伊內斯》（2020年）中飾演伊內斯·蘇亞雷斯。她還在Atresmedia限定劇《阿爾巴》中擔任主角，並出現在劇集《海上教堂2：土地繼承者》中。

## 作品列表

### 電影
| 年份 | 標題                              | 角色                 | 附註 | 來源   |
| ---- | --------------------------------- | -------------------- | ---- | ------ |
| 2015 | 《找不着北》                      | 努里亞（西班牙語：Nuria） |      | [ 8 ]  |
| 2016 | 《倒帶》 （西班牙語：Rewind）           | －                   |      |        |
| 2017 | 《檸檬的甜蜜味道》 （西班牙語：El dulce sabor del limón） | 伊蓮娜（西班牙語：Ilena） |      | [ 10 ] |

### 電視
| 年份       | 標題                      | 角色                                 | 附註                      | 來源   |
| ---------- | ------------------------- | ------------------------------------ | ------------------------- | ------ |
| 2005－2018 | 《告訴我怎麼回事》        | 卡琳娜·薩維德拉（西班牙語：Karina Saavedra）        | 主要角色；183集           | [ 11 ] |
| 2011       | 《那些誰》 （西班牙語：Los Quién） | 切斯卡·加列戈（西班牙語：Chesca Gallego）          | 主要角色；13集            | [ 12 ] |
| 2012       | 《天命抉擇》              | 蘇瑪卡雷拉的比阿特麗斯（西班牙語：Beatriz de Suma Carrera） | 主要角色；13集            | [ 8 ]  |
| 2015       | 《這裡和平，然後是榮耀》  | －                                   | 單集：“Mariscada asesina” |        |
| 2017       | 《時間管理局》            | 奧地利的瑪格麗特                     | 2集                       | [ 13 ] |
| 2017       | 《服務與保護》            | 艾蓮娜·魯伊斯（西班牙語：Elena Ruiz）          | 27集                      | [ 14 ] |
| 2018       | 《真相》                  | 保拉·加西亞（西班牙語：Paula García）            | 主要角色；16集            | [ 15 ] |
| 2020       | 《我最心愛的伊內斯》      | 伊內斯·蘇亞雷斯                      | 主要角色；8集             | [ 16 ] |
| 2021       | 《阿爾巴》                | 阿爾巴（西班牙語：Alba）                 | 主要角色；13集            | [ 17 ] |
| 2022       | 《淹沒犯罪》              | 丹妮拉·亞內斯（西班牙語：Daniela Yanes）          | 主要角色；8集             | [ 18 ] |
| 2022       | 《海上教堂2：土地繼承者》 | 卡特琳娜·洛爾      | 主要角色；6集             | [ 19 ] |

## 獲獎和提名
| 年份 | 獎項     | 類別                      | 提名作品     | 結果 |
| ---- | -------- | ------------------------- | ------------ | ---- |
| 2022 | 鳶尾花獎 | 最佳女主角 （西班牙語：Mejor Actriz） | 《淹沒犯罪》 | 提名 |

## 外部連結
- 艾蓮娜·里維拉在互联网电影资料库（IMDb）上的資料（英文）
- 艾蓮娜·里維拉的Instagram帳戶